# Śródmieście-Zachód
Śródmieście-Zachód – osiedle administracyjne Szczecina, będące jednostką pomocniczą miasta, położone w Śródmieściu.
Według danych z 2022 r. liczba ludności wynosiła 12 114 osób.
Obszar osiedla stanowi głównie zwarta zabudowa mieszkalna. Charakterystyczne jest nazewnictwo ulic w większości pochodzące od władców Polski.
Do obiektów Śródmieścia-Zachód należą:
- kino Pionier
- budynki Zachodniopomorskiego Uniwersytetu Technologicznego
- centrum handlowe „Kupiec” wraz z kinem Helios

Głównymi ciągami komunikacyjnymi osiedla są wyznaczające granice: al. Piastów, al. Wojska Polskiego (od pl. Szarych Szeregów do pl. Zwycięstwa), ul. Mikołaja Kopernika i ul. Gabriela Narutowicza (dwie ostatnie znajdują się w ciągu drogi krajowej nr 13) oraz prowadząca centralnie ul. Bolesława Krzywoustego.

## Samorząd mieszkańców
Rada Osiedla Śródmieście-Zachód liczy 15 członków. W wyborach do Rady Osiedla Śródmieście-Zachód 20 maja 2007 roku nie odbyło się głosowanie na kandydatów z powodu ich zbyt małej liczby, mimo że przedłużono zgłaszanie o 3 dni. Na podstawie ordynacji wyborczej za wybranych członków rady osiedla miejska komisja wyborcza uznała 15 zarejestrowanych kandydatów. W wyborach do rady osiedla 13 kwietnia 2003 udział wzięło 168 głosujących, co stanowiło frekwencję 1,16% (najmniejszą spośród innych osiedli Szczecina).
Samorząd osiedla Śródmieście-Zachód został ustanowiony w 1990 roku.

## Galeria zdjęć

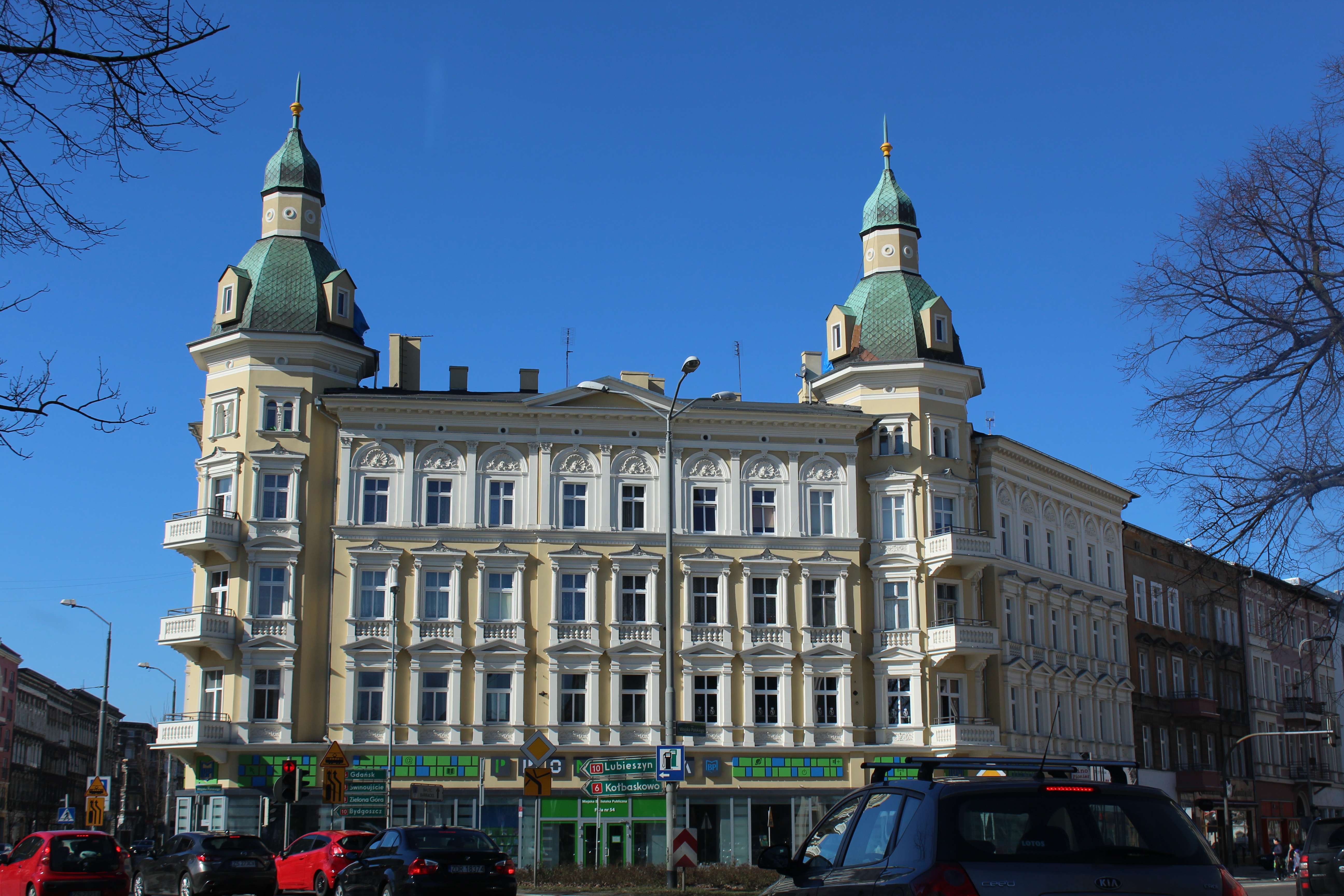
Narożnik al. Wojska Polskiego i ul. Krzywoustego
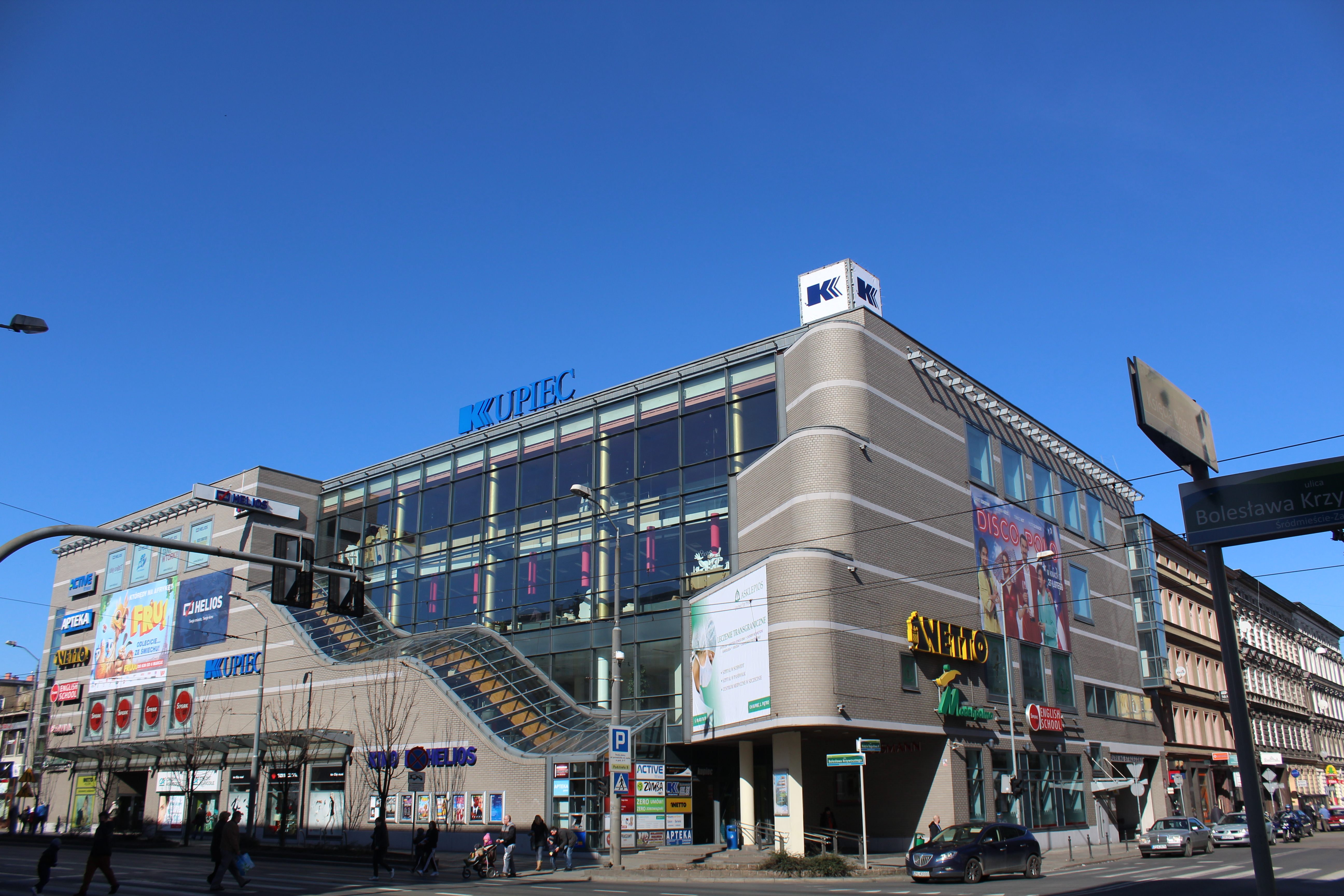
Centrum Handlowe Kupiec, narożnik ul. Bogusława i ul. Krzywoustego
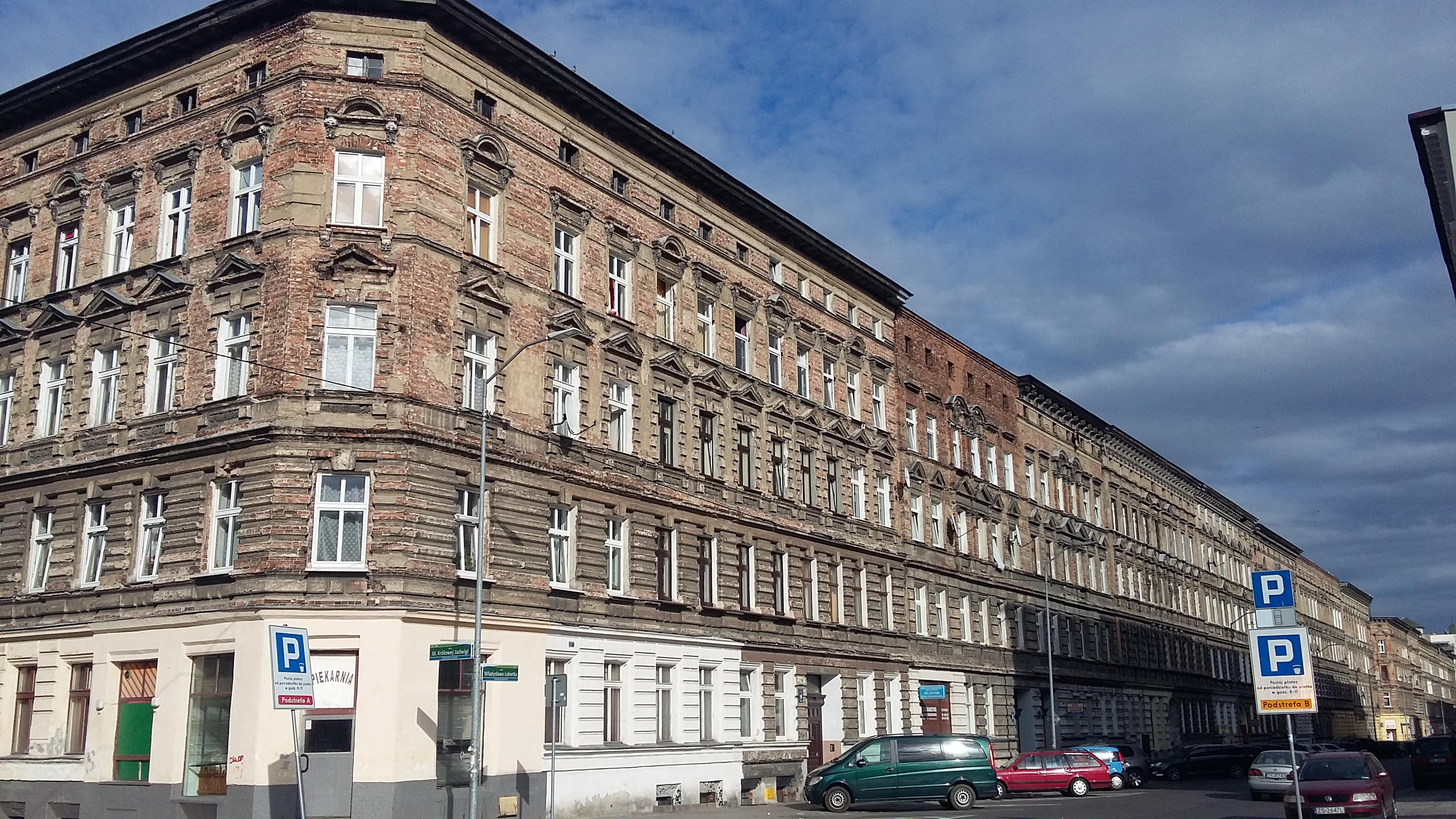
Ulica Władysława Łokietka
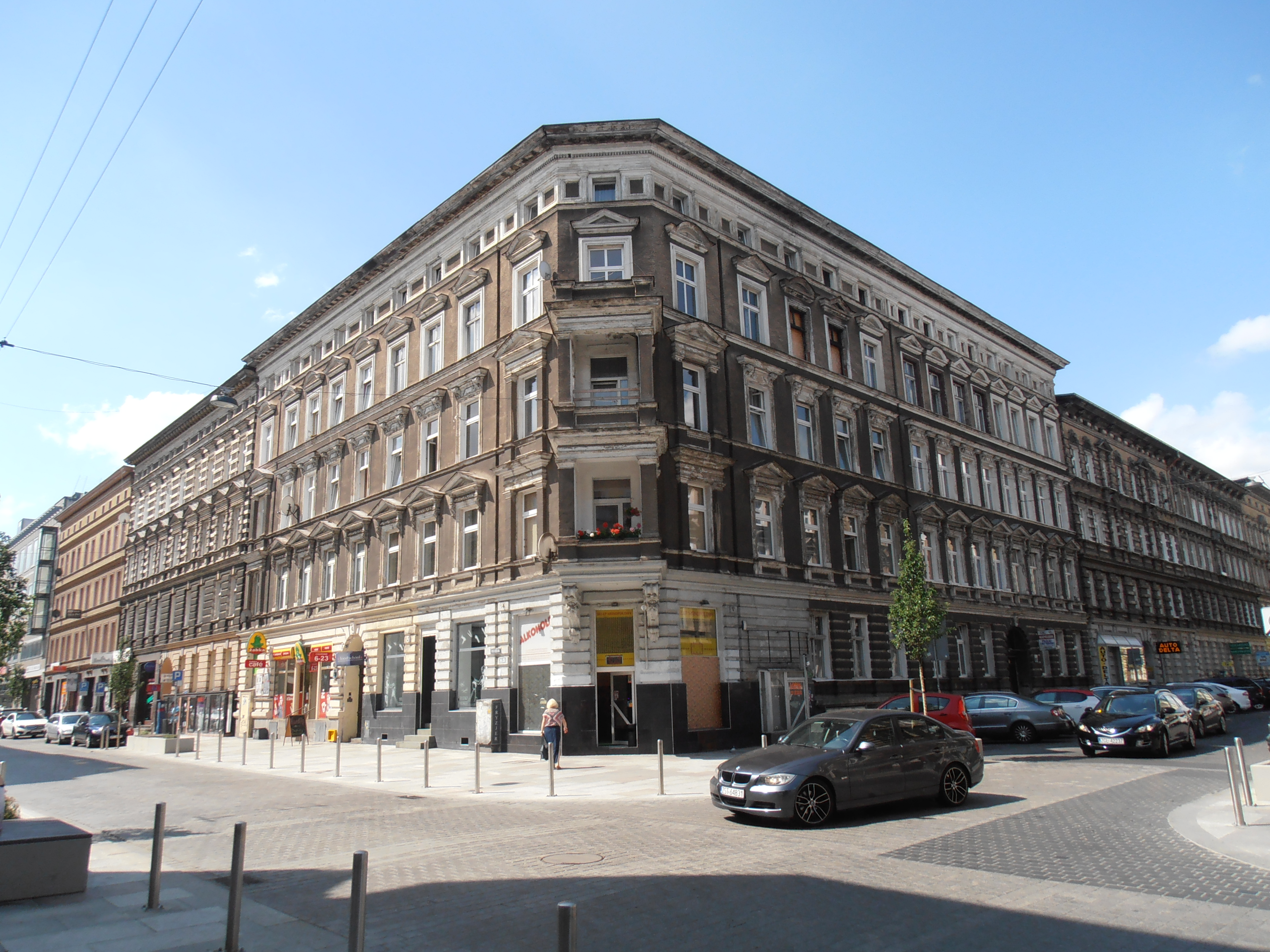
Zabudowania ulicy Bogusława przy narożniku z ulicą Małkowskiego
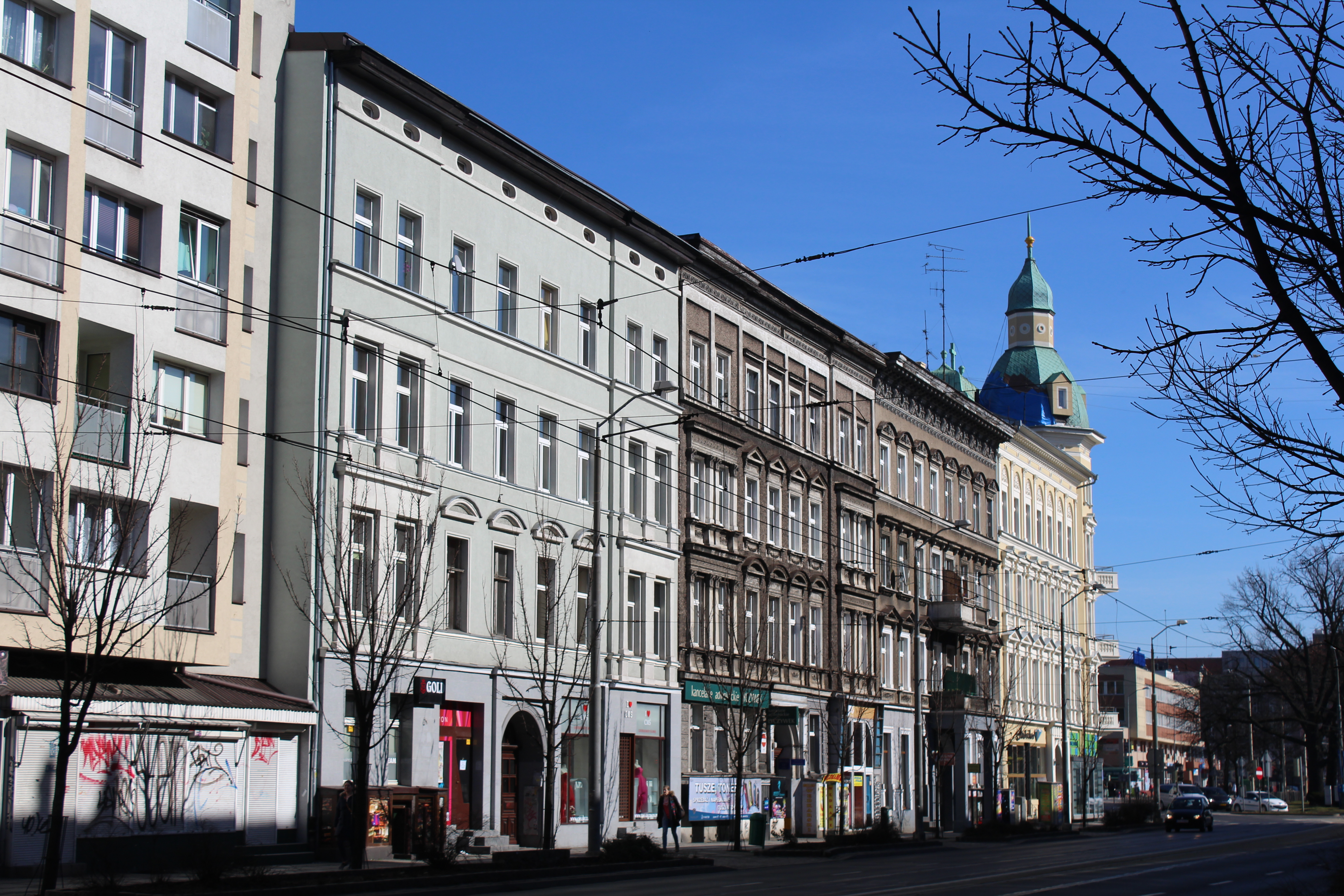
Kamienice przy ul. Krzywoustego
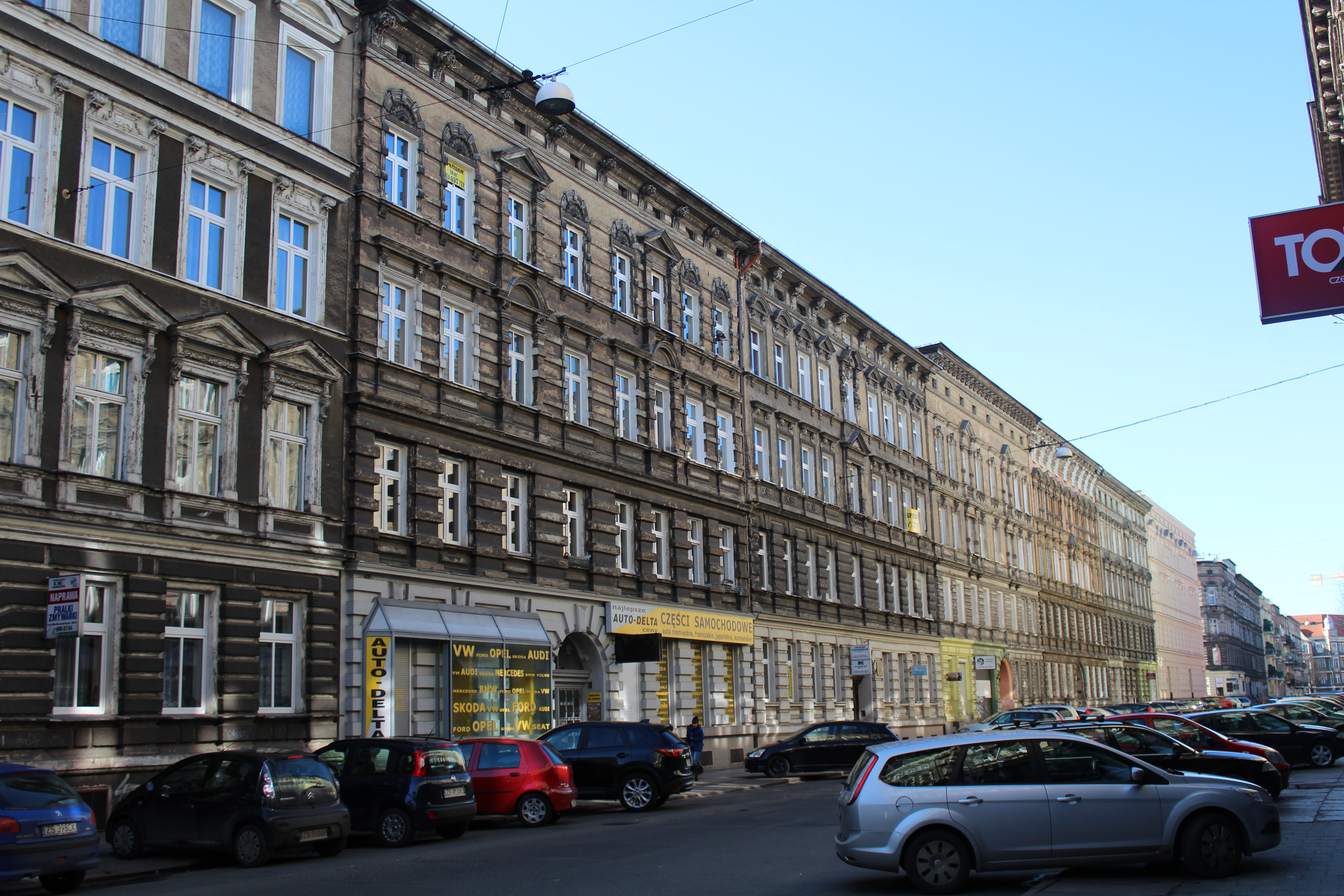
Ulica Andrzeja Małkowskiego
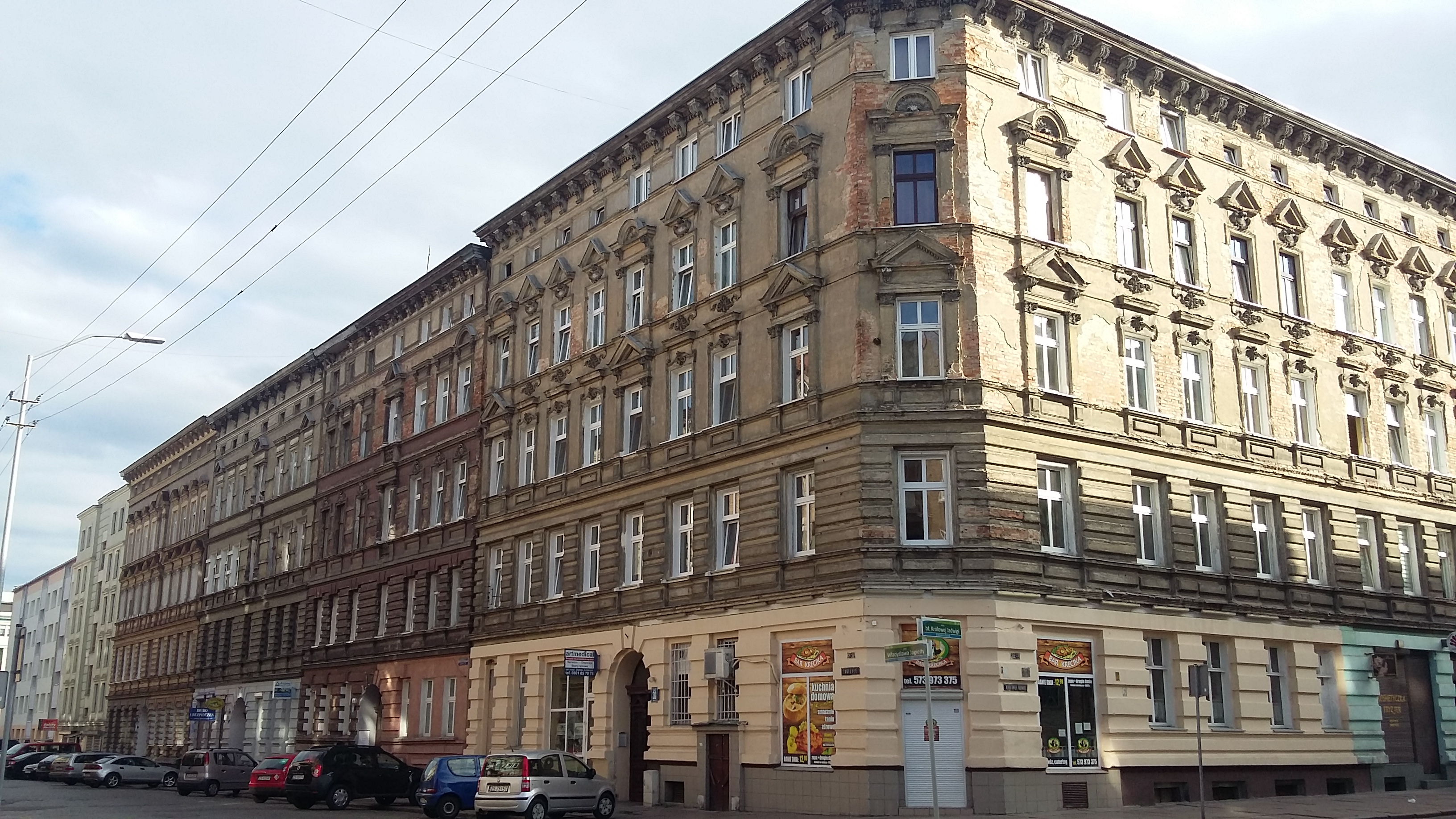
Ulica Władysława Jagiełły
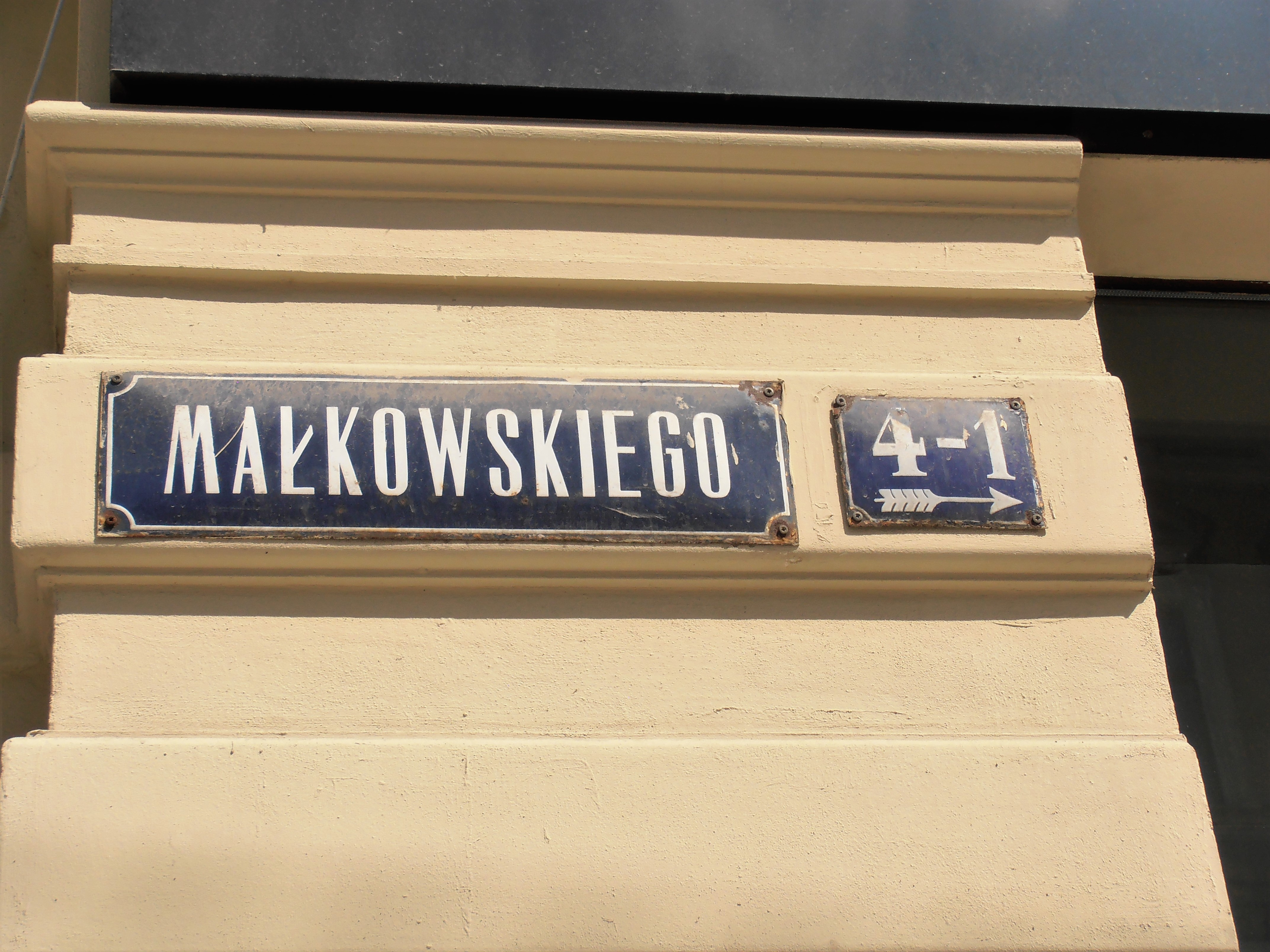
Powojenna tablica z nazwą ulicy i przedwojenna z numeracją